# Pawło Tymoszczenko
Pawło Jurijowycz Tymoszczenko (ukr. Павло Юрійович Тимощенко, ur. 13 października 1986) – ukraiński pięcioboista nowoczesny, srebrny medalista olimpijski z Rio de Janeiro.
Zawody w 2016 były jego trzecimi igrzyskami olimpijskimi, debiutował w 2008 i brał udział w igrzyskach w 2012. W 2016 przegrał jedynie z Rosjaninem Aleksandrem Lesunem. Ma w dorobku złoto mistrzostw świata indywidualnie (2015) oraz brąz (2018). W drużynie zdobył srebro w 2008 i brąz w 2018. W sztafecie był trzeci w 2011, w sztafecie mieszanej zdobywał z kolei srebro w 2010 i brąz w 2013.